# 爱德华·伯恩施坦
爱德华·伯恩施坦（1850年1月6日—1932年12月18日），德國社會民主主義理論家、政治人物。1872年，加入德国社会民主工党，后来在外流亡数年，任几份社会主义杂志的编辑。在英国伦敦结识弗里德里希·恩格斯，并受到费边社的影响。1901年回到德国，成为修正主义的理论家，是修正马克思主义基本原则（如放弃资本主义经济即将崩溃的思想）的第一批社会主义者中的一个。伯恩施坦设想出一种社会民主的类型，将个人的创新精神与社会的改革结合在一起。他曾担任几届国会议员（1902年—1906年、1912年—1916年、1920年—1928年），启发德國社會民主黨的许多改革计划。
他的政治思想被称为伯恩施坦主义。

## 生平

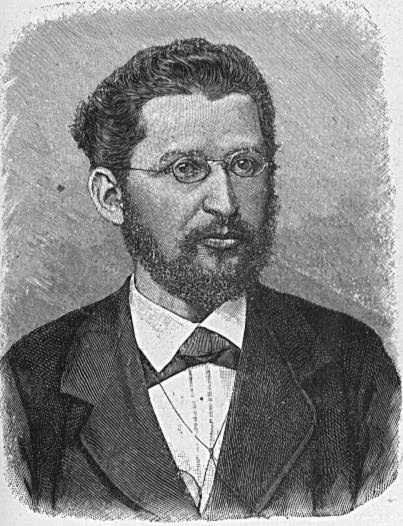
伯恩施坦的肖像

伯恩施坦于1850年1月6日出生在普鲁士王国柏林的一个改革派犹太人家庭，家里排行第七，幼时身高矮小体质很弱，因自幼开始晚上借助微弱油灯看书导致近视。父亲起初是白铁匠，后来做了火车司机，父母勤俭持家，重视教育。全家人十分尊敬伯父阿隆·伯恩施坦，他是当时著名的资产阶级自由主义者、科普作家，所写的科普作品对儿时的伯恩施坦有很深影响。作为犹太人，伯恩施坦不需要上宗教课，但是他经常前去旁听，对基督教态度宽容。有时因犹太教教堂离家较远也会前往附近的路德宗教堂。在家里，伯恩施坦的母亲曾用包括约翰·雅科比等投身于德意志1848年革命的民主活动家的肖像装饰墙壁，为他留下深刻印象。由于家境困难，1866年，还未中学毕业的伯恩施坦进入银行做学徒。四年后学徒期满，他进入柏林的一家银行当职员，从1871年直到1878年。
他的政治生涯开始于1872年，那年他成为了德国社会民主工党的成员。1875年，他在哥達与奥古斯特·倍倍尔、威廉·李卜克内西筹备“统一党代表大会”。
从1878年起，伯恩施坦就作为社会民主机构的私人秘书在苏黎世工作；1888年，由于来自普魯士的压力，他被驱逐出瑞士来到伦敦，并且和恩格斯开始有了密切的联系。
在1880年到1890年之间，伯恩施坦发表了名为“社会民主”的杂志；1891年，他成为了爱尔福特纲领的作者之一。从1896年到1898年，他发表了一系列标题为“社会主义的问题”的文章，这些文章导致了德国社会民主党中关于修正主义的争论。伯恩施坦还在1899年写了《社会主义的前提和社会民主的任务》一书。该书与奥古斯特·倍倍尔，卡尔·考茨基及威廉·李卜克内西的观点有强烈的冲突。罗莎·卢森堡在1900年的论文《社会改良还是社会革命？》也与伯恩施坦有不同的观点。
1901年，随着禁止他回国的禁令的取消，伯恩施坦回到了德国，并且于1902年－1918年期间担任德意志帝国议会的一员。1913年在一次军备制表的投票中，他与德国社会民主党的左翼分子投了反对票。1915年7月他反对第一次世界大战，1917年他成为了德国独立社会民主党（USPD）的创始人之一。直到1919年他一直都是USPD的成员，然后他重新加入了德国社会民主党。从1920年到1928年，伯恩施坦再次成为了德国议会的成员。他于1928年退出了政坛。
1932年12月18日，伯恩施坦逝世于柏林。在柏林舍嫩贝格有一块纪念他的墓碑，他从1918年一直到逝世一直生活在这个地方。

## 观点
爱德华·伯恩施坦的许多观点与马克思主义所推断出来的某种必然性完全相反，他认为民主社会主义掌握了一个与马克思主义完全不同的武器，即民主。没有民主，劳动者本身既会给别的阶级带来灾难，也会给自己带来新的枷锁。针对马克思主义的暴力革命，他提出了在资产阶级宪政民主的框架内通过议会斗争实现社会主义的可行性；针对马克思主义的公有制，他指出了绝对的公有制將會造成勞工劳动积极性不足，生产过程官僚主义化，从而产生新的剥削阶级的可能；针对马克思主义的无产阶级专政，他表达了这将会成为新的专制统治的必然规律；针对马克思主义的工人阶级中心论，他明确地告诉大家这有可能会违反人道主义，剥夺其他社会阶层的平等权利，通过制造新的不平等进而连工人自己的权利也将得不到保障。而解决这一切马克思主义弊端的途径，除了民主别无它法，民主既是手段，也是目的。社会主义如果没有民主，就会产生新的不平等，也会导致剥夺自由的专制统治，而专制统治是对人道主义和人权最大的威胁。
伯恩施坦这一改良主义的思想，就是通过批判马克思主义理论将会给其实践带来那些违反民主、自由、平等和人道主义的基本元素，来保证社会主义的顺利实现。但是伯恩施坦的观点却并没有及时被整个社会主义运动所接受，他历经排斥和否定，特别是在第二国际结束，俄国十月革命后，列宁和马克思列宁主义者长期将他称为无产阶级的敌人，称其为“从内部窃改马克思主义的资产阶级修正主义者”，并冠以“走狗、内奸、叛徒、工贼”之类的头衔。
《社会主义的前提条件》（1899年）是伯恩施坦最重要的作品，它主要反驳了马克思对于资本主义即将灭亡的预测。在其中伯恩施坦指出马克思的预测并没有被论证，他认为尽管资本家产业的集中过程很显著，但它并没有成为普遍现象，并且资本的所有权变得更加分散。他还指出了马克思的劳动价值理论的一些缺陷。
伯恩施坦坚定地认为自己是一个社会主义者（尽管是一个非正统的），他同时认为社会主义是可以通过资本主义而实现，而不是通过资本主义的灭亡而实现（工人会逐渐争取到权利，因此他们痛苦的根源就会消失，同样革命的基础也会消失）。马克思认为，自由贸易既是资本主义最快的成就，也是资本主义的结束，但伯恩施坦却把贸易保护主义看成是一种反对进步的行为，因为它保护的是少数人，却损害了大多数人的利益。伯恩施坦认为德国的贸易保护主义只是为了政治的权益，它将德国与世界隔离（尤其是英国），造成了一种让德国与世界产生矛盾的自给自足的糟糕局面。
伯恩施坦还被认为是最早的对同性戀采取同情态度的社会主义者之一。"
卡尔·考茨基认为：伯恩斯坦的观点以很可靠的事实为根据。但这些事实需去英国去找。英国是一个没有军队、没有官僚、没有农民的国家，一种极其微不足道的农业――农业人口只达到总人口的百分之十。英国工人有可能在和平的道路上不经过灾变而逐渐取得权力。马克思在二十多年以前已经说过，英国是这样的国家，在这样的国家里从资本主义到社会主义的和平过渡是可能的。但在全世界的任何其他地方找不到象英国这样的状态。欧洲到处都是军国主义的最发达的形态，到处都是专制主义地统治着的官僚。此外欧洲大陆上大地产还起着决定性影响，资产阶级向刺刀的统治低头，它已经不再是一种民主力量。这里只有一种民主力量，这就是无产阶级。英国的道路对其他国家来说是行不通的，民主的胜利只有通过无产阶级的胜利才能取得。但民主和无产阶级将愈来愈被迫处于守势。欧洲到处都在酝酿着大灾变。法国酝酿着资产阶级自由同军国主义和教权主义之间的一场艰苦搏斗（德雷福斯案件）。而德国的人们也在谈论政变，谈论取消选举权，谈论监狱。在这种前景之下，伯恩施坦所建议的道路是不能想象的。但“伯恩施坦没有使我们丧失勇气，而只是促使我们深思熟虑，为此我们要感谢他。”

### 出处
1. ↑  .   [2020-12-06]. （原始内容存档于2020-12-23）.
2. ↑  《不列颠简明百科全书》“伯恩施坦”条目
3. 1 2  爱德华·伯恩施坦; 史集. . 德国莱比锡. 1930年  [2020-08-07]. （原始内容存档于2018-07-15）.
4. ↑   Chisholm, Hugh (编).  第12版. London & New York: The Encyclopædia Britannica Company. 1922.
5. ↑  Fletcher, R. A. . American Historical Review. 1983, 88 (3): 561–578. JSTOR 1864587. doi:10.2307/1864587.
6. ↑  .   [2007-06-09]. （原始内容存档于2007-06-10）.
7. ↑  .   [2024-09-10]. （原始内容存档于2024-09-10）.

### 书籍
- Eduard Bernstein, Cromwell and Communism: Socialism and Democracy in the Great English Revolution, International Specialized Book Service Inc, 1963, hardcover, ISBN 978-0-7146-1454-0; trade paperback, Spokesman Books, 1980, ISBN 978-0-85124-286-6; trade paperback, 287 pages, Coronet Books, 2000, ISBN 978-0-85124-630-7
- Eduard Bernstein, Evolutionary Socialism: A Criticism and Affirmation, Random House, 1961, trade paperback, ISBN 978-0-8052-0011-9; trade paperback, ISBN 978-1-299-16172-6
- Eduard Bernstein.  hardcover. Greenwood Publishing Group. 1986. ISBN 0-313-25114-2.
- Eduard Bernstein.  hardcover. Prometheus Books. 1996. ISBN 1-57392-357-5.
- Manfred B. Steger.  hardcover. Cambridge University Press. 1997: 287 pages. ISBN 0-521-58200-8.
- Peter Gay. . Octagon Books. ISBN 0-88254-837-9.
- James W. Hulse. . Clarendon Press. 1970. ISBN 0-19-827175-1.
- Edited by Henry Tudor and J. M. Tudor.  hardcover. Cambridge University Press. 1988. ISBN 0-521-34049-7.
- S. Ramaswamy and Subrata Mukherjee.  hardcover. Deep & Deep Publications. 1998. ISBN 81-7100-768-6.

## 外部連結
- .   [2007-06-09]. （原始内容存档于2007-06-10） （英语）.
- .   [2024-12-17]. （原始内容存档于2024-12-17） （中文（简体））.